# Archaeaspinus
Archaeaspinus (лат.) — вымерший род проартикулят из позднего докембрия (эдиакарский период). Типовой и единственный вид — Archaeaspinus fedonkini.

## История

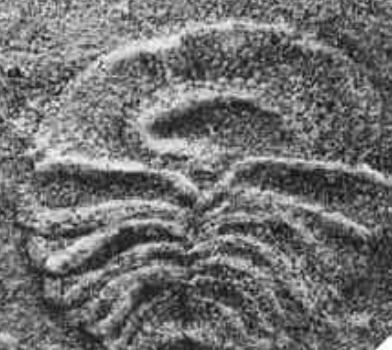
A. fedonkini, Ivantsov 2007

Archaeaspinus был открыт на Зимнем берегу Белого моря, Россия, А. Ю. Иванцовым в 2001 году. С тех пор к роду были отнесены различные дополнительные окаменелости, в основном из того же месторождения, хотя немногочисленные находки последовали и во Флиндерс-Рэйнджс в южной Австралии.
Изначально, в 2001 году, Иванцов назвал ископаемый организм Archaeaspis, но поскольку это название уже оказалось присвоено трилобиту из отряда редлихиид, то в 2007 году автор переименовал животное. Типовой вид Archaeaspinus fedonkini — единственный в составе рода и происходит из пород возрастом 571-551 млн лет.

## Описание
Как и другие представители семейства Yorgiidae, Archaeaspinus дискообразный. Бо́льшая часть его туловища поделена на 15 билатеральных изомеров. У животного несегментированный передний конец, напоминающий голову и заполненный образованиями, которые могут оказаться распределительными каналами. Также в нём содержится то, что может оказаться непарной долей, ответвляющейся от изомера, который находится на переднем конце туловища и образует петлю внутри секции «головы», повторяя форму туловища. Эта доля, или, возможно, неправильный изомер, окаймлена неглубокой бороздкой спереди и по левому краю.
«Скользящие» изомеры зеркально отражают друг друга, и считается, что они увеличивались в размере и количестве по мере роста организма. Дорсальную (спинную) часть покрывают равномерно расположенные бугорки.
Изначально животное считалось мягкотелым, но позднее появилось предположение, что Archaeaspinus обладал нежным и гибким карапаксом («покровной тканью»), который покрывал его дорсальную сторону.
Передней частью туловища очень похож на ёргию (Yorgia) и в меньшей степени на дикинсонию (Dickinsonia) и других проартикулят.

## Филогенетическое родство
Archaeaspinus принадлежит типу проартикулят, внутри которого животное относят к классу Cephalozoa и семейству Yorgiidae. До 2004 года Cephalozoa рассматривались в классе Vendiamorpha, поэтому в ранних публикациях Archaeaspinus могут характеризовать как Vendiamorpha.
Более поздние исследования подтверждают, что ткань на брюшной стороне у большинства проартикулят и, следовательно, Archaeaspinus, обладает ресничками для питания.

## Палеоэкология
Предполагается, что Archaeaspinus был фильтратором или питался осмотрофно, поглощая питательные вещества из микробного мата внизу точно так же, как питалась ёргия.